# Ойкумена (гурт)
Ойкумена — український етно-гурт, що виник у 2011 р. у м. Львів. Стиль гурту поєднує акустичну авторську музику з елементами етно-джазу та української фолк-музики. Гурт пропагує україномовне музичне мистецтво у часи становлення української нації післяреволюційного та воєнного періоду новітньої історії України.
Колектив багато гастролює Європою (Польща, Естонія, Франція, Швеція), брав участь у великій кількості українських та іноземних фестивалів «Ту Стань!», «Червона Рута», «Трипільські зорі», «Срібна підкова», «Зашків - земля героїв», «Вишиванка-фест», «Древо Роду», «Карпатія», «Мадяр-фест», «День сонцестояння», «Козацька варта», «Фестиваль Кресової Культури» (Мронгово, Польща), «Казка у гаю», «Рідна мово моя» та ін.

## Історія
Офіційною датою народження гурту є 11 лютого 2011 року. Днем його заснування вважається день появи назви «Ойкумена».
Назва «Ойкумена» має символічне значення. Початково давні греки називали цим словом заселену частину світу, гурт ж, з допомогою музики, намагається нагадати українцям про те, що вони все-таки українці й повернути їх додому до української «Ойкумени».
Гурт виник як результат довгих місяців планування, підбору репертуару, музикантів та розробки оригінальної ідеї цілісності поєднання музичних інструментів, пошуку манер виконання та співу, подачі пісень та формування свого, особливого обличчя та стилю.
Вперше майбутній гурт зібрався на квартирі в засновниці та незмінної вокалістки, бандуристки та штатного композитора гурту Олени Коссак у складі Олени Коссак (бандура, вокал), Оксана Федецька (бандура, вокал), Олена Ханас (перкусія, вокал), Ігор Костіков (перкусія).
Перший виступ новоствореного гурту відбувся навесні 2011 року в  Шевченківському гаю у Львові та отримав схвальні відгуки, незважаючи на побоювання музикантів щодо того як консервативна львівська публіка сприйме незвичне поєднання бандури та африканського барабана джембе. В це й же рік відбулися перші виступи на фестивалях «Ту Стань!» та «Трипільські зорі».
У 2012, вже знана у Львові та за його межами, «Ойкумена», поміж інших гуртів, була запрошена представляти українську культуру в фан-зонах під час Євро-2012. У цей же рік побачив світ дебютний альбом «Ойкумени» «Чи ти мене любиш?!» записаний на львівській студії «Мелос».
Основою для альбому стали народні та популярні композиції подані в оригінальній обробці гурту, хоч уже в ньому стає помітним тяжіння до виконання власної, авторської музики.
2013 для «Ойкумени» став роком  співпраці з різноманітними творчими та громадськими організаціями в тому числі участі у проєкті «Казкоманія» — музично-поетичні вистави присвячені дню народження Лесі Українки «Леся: те, що не вмирає..»  та Ліни Костенко «З днем народження, пані Ліно» (ВЗ 22-24 березня 2014) а також участь у доброчинній акції присвяченій всесвітньому Дню Ментального здоров'я «квАРТира».
З початком Революції Гідності «Ойкумена» активно включається у боротьбу. Гурт бере участь у зборах коштів на потреби Майдану та записує ряд відео на патріотичну тематику.
2014 рік «Ойкумена» продовжу є активно брати участь у революції Гідності. В лютому 2014 року разом з Світланою Мирводою гурт взяв участь в концерті по збору коштів для бійців батальйону «Айдар». Також цього року виходить другий альбом гурту «День Сонцестояння» присвячений подіям на майдані.
У 2015 році Ойкумена випускає третій свій альбом «Фіміам» записаний на студії «Меломан». Не полишаючи своєї волонтерської діяльності, цього ж року гурт «Ойкумена» взяв участь у благодійному концерті, який відбувся в церкві св. Йосафата. та мав за мету збір коштів на потреби військових. Також гурт почав активно брати участь у рекреаційній програмі для військових, які повернулися з зони АТО. — «Genesis», зорганізованій та профінансованій компанією «ШипШина». Також, до річниці гурту, (11 лют. 2015) виходить перша професійна відеоробота гурту на пісню «МТСЛ» (реж. Мар'яна Янкевич)
У січні 2016 року вийшов кліп гурту на пісню на слова Ліни Костенко «Пекучий День» (реж. Мар'яна Янкевич)
У липні 2017 року виходить ще одна відеоробота гурту на пісню «Знову ранок». (реж. Мар'яна Янкевич)
У 2018 році світ побачив четвертий студійний альбом гурту «Ойкумена» під назвою «Мить» в якому гурт продовжив відшліфовувати свою неповторну манеру.
У 2019 році вийшов п'ятий альбом «Калейдоскоп», усі пісні в якому написані на вірші Ліни Костенко. Також світ побачили відеороботи на пісні «СОН» та «Чи ти мене любиш?!» зняті професійною командою ViViDpro.
11 лютого 2020 року вийшла відеоробота «Ойкумени», за режисури все тих же ViViDpro на пісню «Під тихим берегом».
27 липня 2020 року -  вийшла в світ відеоробота  «Та нічого. Тільки от що..»
До відеографії доданий кліп Вечірня година
За час існування гурт «Ойкумена» неодноразово брав участь у різних програмах ЛОДТРК, присвяченим різноманітній тематиці та виступав з різдвяною програмою на Тернопільському телеканалі TV4
25 лютого 2021 року вийшов кліп «Вечірня година» до 150 років Лесі Українки.

## Стиль
«З дитинства я навчалась грати на бандурі — у шість років, ще перед школою, мама після тривалих моїх вмовлянь, погодилась завести мене на бандуру. Відтоді ми з нею нерозлучно йдемо по життю. Мій перший вчитель Володимир Дичак прищепив смак до різної музики та її інтерпретацій власне через бандурну призму та пробував робити різні музичні експерименти. Впродовж життя я грала в різних колективах, працювала звукорежисером, створила декілька своїх музичних гуртів і проєктів. Тож виникнення „Ойкумени“ цілком закономірне продовження творчого пошуку на основі улюбленого інструменту», — розповіла в одному з інтерв'ю засновниця гурту Олена Коссак.
Гурт поєднує непоєднувані на перший погляд інструменти — бандуру та барабан джембе, таким чином синтезуючи українську гармонійність та африканську ритмічність в одне непередбачуване та захопливе ціле. Важливо зазначити і те, що репертуар гурту на 90 % складається із власної, авторської музики. –.таким чином, творячи якісний, український продукт, завдяки тому, що мають у своїх руках такі великі здобутки українського народу, як пісні, мелодійну мову, неповторну бандуру. Ойкуменівці бачать бандуру не лише як архаїчний фольклорний елемент народної творчості, а й як чудовий інструмент, придатний для виконання на ньому різнопланової музики — велике культурне надбання українців. Тематика творів, зібраних у репертуарі, підібрана для виступів як у академічних залах, так і в молодіжних, неформальних середовищах, показуючи головне: бандура — чудовий багатогранний інструмент з могутнім прихованим потенціалом, який розкриватимуть ще не одне покоління музикантів.

## Склад гурту

### Дійсні учасники
- Олена Коссак — художній керівник гурту, написання музики та аранжування, вокал, бандура
- Данило Мудрий — вокал, спецефекти
- Маркіян Коссак — створення музичних спецефектів та вокал

### Колишні Учасники
- Ольга Заводна, бандура, вокал.
- Христина Хавро, перкусія, бек вокал
- Оксана Федецька, бандура, бек вокал
- Ірина Салюк, сопілка, вокал
- Юрій Лончинський, перкусія
- Ігор Костіков, перкусія
- Олена Ханас, перкусія, бек-вокал
- Світлана Савенко, перкусія, бек-вокал
- Геннадій Ляшко (Пересвіт), електрогітара
- Любомир Радомський, саксофон
- Тарас Приведа, автор деяких текстів, перкусія.
- Валерій Мількін, перкусія

## Дискографія
- «Чи ти мене любиш?!», 2012 рік.
- «День сонцестояння», 2014 рік.
- «Фіміам», 2015 рік.
- «Мить», 2018 рік.
- «Калейдоскоп» (збірник всіх пісень, написаних на вірші Ліни Костенко), 2019 рік.

## Відеографія
- «Марш батальйонів» (2014)
- «М.Т.С.Л.» (2015)
- «Пекучий день» (2016)
- «Знову ранок» (2016)
- «В надвечір'ї» (2018)
- «СОН» (2019)
- «Чи ти мене любиш?!» (2019)
- «Під тихим берегом» (2020)
- «Та нічого. Тільки от що...» (2020)
- «Вечірня година» (2021)

## Інші згадки про гурт
- Ойкумена на сайті rock.lviv.ua
- 18 - 19 червня 2011 Участь у фестивалі «Зашків - Земля Героїв»
- Березень 2014, участь у святкуванні дня народження Ліни Костенко у Львові - З днем народження пані Ліно
- 27 червня 2011 Стаття про етно-гурт Ойкумена
- Згадака про Ойкумену у статті Продактплейсмент, як ефективний елемент маркетингу
- 8 червня 2012 Музичні концерти у офіційних фан зонах на Євро-2012 у Львові
- 12 лютого 2013 Етно-гурт «Ойкумена» на День закоханих заспіває для львів’ян та гостей міста
- 17 лютого 2015 Участь у святкуванні Маланки
- 06 серпня 2015 Музичний супровід у виставі "Федотович" театру ім. Лесі Українки
- 7 липня 2018 Участь у Святі Івана Купала у Музеї Михайла Дзиндри
- 20 січня 2019 Стаття про гурт на сайті Жінка-Українка
- 28-29 квітня 2019 Участь у ФЕСТИНИ «ВЕЛИКДЕНЬ У ГАЮ»
- Львівський гурт «Ойкумена» випустив кліп на пісню «СОН»
- 13. 07. 2019 Гурт “Ойкумена” презентував новий кліп на пісню “Чи ти мене любиш?!”

## Відзнаки

фото подяки етно-гурту Ойкумена за учать у культурних заходахфото подяки етно-гурту Ойкумена за учать у культурних заходах
фото подяки етно-гурту Ойкумена за учать у проєкті в рамках УЄФА ЄВРО 2012фото подяки етно-гурту Ойкумена за учать у проєкті в рамках УЄФА ЄВРО 2012
фото подяки етно-гурту Ойкумена за учать у фестивалі української народної творчості у світіфото подяки етно-гурту Ойкумена за учать у фестивалі української народної творчості у світі
фото подяки етно-гурту Ойкумена за учать у молодіжному фестивалі авторської пісніфото подяки етно-гурту Ойкумена за учать у молодіжному фестивалі авторської пісні
фото диплому етно-гурту Ойкумена за учать у всеукраїнському театральному фестиваліфото диплому етно-гурту Ойкумена за учать у всеукраїнському театральному фестивалі
фото грамоти етно-гурту Ойкумена за учать у культурному житті Академії та концерті з нагоди Дня Незалежностіфото грамоти етно-гурту Ойкумена за учать у культурному житті Академії та концерті з нагоди Дня Незалежності
фото диплому етно-гурту Ойкумена за учать у міжнародному фестивалі весільних традицій народів світуфото диплому етно-гурту Ойкумена за учать у міжнародному фестивалі весільних традицій народів світу
фото подяки етно-гурту Ойкумена за учать за учать у всеукраїнському театральному фестиваліфото подяки етно-гурту Ойкумена за учать за учать у всеукраїнському театральному фестивалі
фото подяки етно-гурту Ойкумена за учать у фестиваліфото подяки етно-гурту Ойкумена за учать у фестивалі
фото грамоти етно-гурту Ойкумена за учать у міжконфесійному різдвяному концертіфото грамоти етно-гурту Ойкумена за учать у міжконфесійному різдвяному концерті
фото подяки етно-гурту Ойкумена за учать у міжнародному фестиваліфото подяки етно-гурту Ойкумена за учать у міжнародному фестивалі
фото подяки етно-гурту Ойкумена за учатьфото подяки етно-гурту Ойкумена за учать
фото сертифікату етно-гурту Ойкумена за учать у міжнародному фестиваліфото сертифікату етно-гурту Ойкумена за учать у міжнародному фестивалі
фото подяки етно-гурту Ойкумена за учать у щорічній акціїфото подяки етно-гурту Ойкумена за учать у щорічній акції